# Zanclorhynchus spinifer
Zanclorhynchus spinifer ist eine im südlichen (antarktischen) Ozean vorkommende Meeresfischart aus der Ordnung der Barschartigen (Perciformes). Nachgewiesen wurde die Art bisher bei den Prinz-Edward-Inseln, den Crozetinseln, bei den Kerguelen, bei Heard, den Macquarieinsel und dem Kara-Dag-Tiefseeberg nordöstlich der Prinz-Edward-Inseln.

## Merkmale
Zanclorhynchus spinifer wird 40 cm lang und besitzt einen seitlich stark abgeflachten Körper, dessen Höhe 30 bis 33 % der Standardlänge beträgt. Die Länge des großen, abgeflachten Kopfes liegt bei 33 bis 35 % der Standardlänge. Der Augendurchmesser liegt bei 22 bis 33 % der Kopflänge. Die Schnauze ist spitz und länger als der Augendurchmesser, das kleine Maul ist endständig. Kiefer und Gaumen sind mit kleinen Zähnen besetzt. Über den Nasenöffnungen und am Hinterrand des Knochengrates um die Augen befinden sich kräftige Stacheln. Ein weiterer direkt hinter dem Auge über dem Praeoperculare und der längste und stärkste über dem Kiemendeckel. Letzterer erreicht etwa 25 % der Kopflänge. Die Kopfoberseite und die „Wangen“ sind teilweise runzelig. Die Rückenflosse ist durch einen tiefen Einschnitt zweigeteilt. Sie wird von 8 bis 10 kräftigen Flossenstacheln und 12 bis 15 unverzweigten Weichstrahlen gestützt. Der dritte und längste Flossenstachel hat die Länge des Kopfes. Die Afterflosse hat 10 oder 11 Flossenstrahlen, die Brustflossen 9 unverzweigte Flossenstrahlen und die Bauchflossen einen Stachel und 5 segmentierte Flossenstrahlen. Die Brustflossen sitzen relativ weit unten und können so, zusammen mit den Bauchflossen, zu einer gangartigen, quadrupeden Fortbewegung auf dem Boden benutzt werden, eine Fortbewegungsweise, die für Fische sehr ungewöhnlich ist. Die Basis der Brustflossen ist schmal. Die Flossenstrahlen der Schwanzflosse sind verzweigt und segmentiert. Die Seitenlinie erstreckt sich über 11 bis 15 stachelige und mit Poren versehene Schuppen vom Kiemendeckel bis zum mittleren Schwanzstiel. Der Körper des Fisches ist mit relativ kleinen, stachligen Schuppen bedeckt, die ihm ein etwas raues Aussehen geben. Einige Bereiche, z. B. an der Rückenflossenbasis, sind schuppenlos. Zanclorhynchus spinifer ist braun, purpurfarben bis ocker gefärbt und zeigt einige dunkle Markierungen. Die Flossen sind ockerfarben mit dunklen Bändern. Dunkle Flecken liegen an der Basis des zweiten Rückenflossenstachels und unter dem hinteren Bereich des ersten, hartstrahligen Rückenflossenabschnitts.

## Lebensweise
Zanclorhynchus spinifer lebt in Tiefen von 5 bis 340 Metern zwischen Kelp und auf sandigem Meeresboden und ernährt sich von kleinen, wirbellosen Tieren, vor allem von Flohkrebsen.

## Systematik
Zanclorhynchus spinifer wird in den meisten Quellen den Schweinsfischen (Congiopodidae) zugeordnet. Bei Ishii und Imamura bildet die Art zusammen mit Alertichthys blacki und in Abgrenzung zur Gattung Congiopodus (Unterfamilie Congiopodinae) die Unterfamilie Zanclorhynchinae. Mandrytsa (2001) und Betancur-R. (2013 u. 2017) erheben die Zanclorhynchinae in den Rang einer selbstständigen Familie, die Zanclorhynchidae.